# Encantado (álbum)
Encantado é o sétimo álbum de estúdio do cantor e compositor brasileiro Silva. Seu lançamento ocorreu em 23 de maio de 2024, através da Som Livre. Conta com colaborações de Arthur Verocai, Carminho, Gabriele Leite, Jorge Drexler, Leci Brandão e Marcos Valle. É o primeiro álbum de Silva com canções em inglês e espanhol.

## Antecedentes
Em 2018, após o lançamento de seu disco de estúdio Brasileiro, Silva não renovou seu contrato com sua antiga gravadora SLAP, onde lançou uma série de singles soltos com a gravadora no ano de 2018 a 2020, como: "Mil Noites de Amor", "Brisa", "Nós Dois Aqui" com Illy, "Um Pôr do Sol Na Praia" com Ludmilla, "Pra Vida Inteira" com Ivete Sangalo, e por último o single "A Coisa Mais Linda Que Existe". Para fechar o ciclo, o artista lançou de surpresa o álbum Ao Vivo em Lisboa, sendo esse seu último lançamento com o selo fonográfico subsidiário da Som Livre.
Ainda em 2020, após o término de seu contrato com a SLAP, Silva anunciou seu quinto trabalho de estúdio Cinco, com a gravadora independente Farol Music, que teve seu lançamento em formato físico em vinil através da revista Noize. Esse, foi o primeiro disco do cantor a ser lançado em forma independente, já que desde seu primeiro álbum de estúdio Claridão, estava com a gravadora SLAP. Em 2021, ainda com a Farol Music, Silva divulgou o single inédito com Marina Sena e RDD "Te Vi Na Rua", e a coletânea De Lá Até Aqui, em comemoração ao seus dez anos de carreira, que iniciou em 2011.
Em outubro de 2022, a gravadora Som Livre fez o anúncio oficial do retorno de Silva à casa para um novo álbum, onde seu último trabalho em estúdio com o selo foi Brasileiro, em 2018.

## Lista de faixas
Todas as faixas produzidas por Lúcio Silva e André Paste e compostas por Silva e Lucas Silva, exceto onde anotado. 
| N.º            | Título                                           | Compositor(es)                             | Duração |  |
| 1.             | "Abram Alas"                                     |                                            | 2:47    |  |
| 2.             | "Na Hora Mais Bonita"                            |                                            | 2:50    |  |
| 3.             | "Copo D'Água" (com Marcos Valle)                 |                                            | 2:39    |  |
| 4.             | "Girassóis" (com Arthur Verocai)                 |                                            | 3:13    |  |
| 5.             | "Vou Falar De Novo"                              |                                            | 3:10    |  |
| 6.             | "Já Era"                                         |                                            | 3:14    |  |
| 7.             | "8 Segundos (Interlúdio)"                        |                                            | 0:57    |  |
| 8.             | "Mad Machine"                                    |                                            | 2:21    |  |
| 9.             | "Arrebol"                                        |                                            | 1:28    |  |
| 10.            | "Carmesim" (com Carminho e Gabriele Leite)       | Silva Lucas Silva Erlon Chaves Romeo Nunes | 3:29    |  |
| 11.            | "Amanhã De Manhã (Para Lecy)" (com Leci Brandão) |                                            | 2:18    |  |
| 12.            | "Risquei Você"                                   |                                            | 2:48    |  |
| 13.            | "Motivo (Interlúdio)"                            | Katiane Silva                              | 0:57    |  |
| 14.            | "Gosto De Você"                                  | Gabriel Batista                            | 2:40    |  |
| 15.            | "Recomenzar" (com Jorge Drexler)                 | Silva Lucas Silva Drexler                  | 2:26    |  |
| 16.            | "A Vida É Triste Mas Não Precisa Ser"            |                                            | 3:53    |  |
| Duração total: | Duração total:                                   | Duração total:                             | 41:00   |  |

## Divulgação
Em 23 de maio de 2024, Silva anunciou a turnê de divulgação do álbum, com previsão de estreia em 18 de agosto de 2024 em Vila Velha.
Repertório
1. "Abram Alas"
2. "Na Hora Mais Bonita"
3. "Copo D’Água"
4. "Um Pôr do Sol na Praia"
5. "Girassóis"
6. "É Preciso Dizer"
7. "Vou Falar De Novo"
8. "Não Vai Ter Fim"
9. "Risquei Você"
10. "Amanhã de Manhã"
11. "Carmesim"
12. "Mad Machine"
13. "Gosto de Você"
14. "Fica Tudo Bem"
15. "Júpiter"
16. "A Vida É Triste Mas Não Precisa Ser"
17. "A Cor É Rosa"
18. "2012"
19. "Já Era"

Datas
| Datas                  | Datas          | Datas  | Datas                                  |
| Data                   | Cidade         | País   | Local                                  |
| ---------------------- | -------------- | ------ | -------------------------------------- |
| 18 de agosto de 2024   | Vila Velha     | Brasil | Movimento Cidade                       |
| 31 de agosto de 2024   | Belém          | Brasil | Espaço Náutico Marine Club             |
| 27 de setembro de 2024 | São Paulo      | Brasil | Espaço Unimed                          |
| 4 de outubro de 2024   | Curitiba       | Brasil | Centro Cultural Teatro Guaíra          |
| 5 de outubro de 2024   | Porto Alegre   | Brasil | Auditório Araújo Vianna                |
| 11 de outubro de 2024  | Salvador       | Brasil | Concha Acústica                        |
| 12 de outubro de 2024  | Aracaju        | Brasil | Centro de Convenções AM Malls          |
| 1 de novembro de 2024  | Rio de Janeiro | Brasil | Arena Jockey                           |
| 2 de novembro de 2024  | Belo Horizonte | Brasil | Palácio das Artes                      |
| 3 de novembro de 2024  | Recife         | Brasil | Teatro Guararapes                      |
| 9 de novembro de 2024  | Fortaleza      | Brasil | Iguatemi Hall                          |
| 7 de dezembro de 2024  | Brasília       | Brasil | Centro de Convenções Ulysses Guimarães |